# Murade Isaac Murargy
Murade Isaac Murargy (nascido a 10 de maio de 1946) é um estadista moçambicano que actuou como Secretário Executivo da Comunidade dos Países de Língua Portuguesa de 2012 a 2016.

## Carreira
Murargy foi anteriormente embaixador de Moçambique na França, no Brasil e na UNESCO. Murargy também actuou como Secretário-Geral da Presidência de Joaquim Chissano entre 1995 e 2005.